# Cissus caesia
Cissus caesia är en vinväxtart som beskrevs av Adam Afzelius. Cissus caesia ingår i släktet Cissus och familjen vinväxter. Inga underarter finns listade i Catalogue of Life.